# Liste der Kulturdenkmale in Flößberg
In der Liste der Kulturdenkmale in Flößberg sind die Kulturdenkmale des Frohburger Ortsteils Flößberg verzeichnet, die bis Mai 2024 vom Landesamt für Denkmalpflege Sachsen erfasst wurden (ohne archäologische Kulturdenkmale). Die Anmerkungen sind zu beachten.
Diese Aufzählung ist eine Teilmenge der Liste der Kulturdenkmale in Frohburg.

## Flößberg
| Bild                                    | Bezeichnung                                                                                          | Lage                           | Datierung                                                                         | Beschreibung | ID       |
| --------------------------------------- | --- | ------------------------------ | --------------------------------------------------------------------------------- | --- | -------- |
| Direkt Bild zu diesem Denkmal hochladen | Sühnezeichen                                                                                         | (Flurstück 547/8) (Karte)      | 15./16. Jahrhundert                                                               | Mittelalterliches Sühnezeichen, zum Grenzstein umgearbeitetes ehemaliges Steinkreuz aus Porphyrtuff, geschichtlich von Bedeutung. Kreuzarme abgeschlagen, in Vorderseite eingeritzt: Schwert, auf Rückseite: langscheidige Axt (Flurgrenze mit Flößberg, S. 5,85 / W. 19,1), möglicherweise stehen die Steinkreuze auf der Gemarkung Flößberg. | 09257936 |
| Direkt Bild zu diesem Denkmal hochladen | Steinkreuz                                                                                           | (Flurstück 547/8) (Karte)      | 15./16. Jahrhundert                                                               | Mittelalterliches Steinkreuz, auf Vorderseite Dolch und Beil im Umriss eingeritzt, geschichtlich von Bedeutung. Quarzit, auf Vorderseite Dolch und Beil im Umriss eingeritzt (Flurgrenze mit Flößberg, S 5,65 / W 19,13), möglicherweise stehen die Steinkreuze auf der Gemarkung Flößberg. | 09258145 |
| Direkt Bild zu diesem Denkmal hochladen | Häuslerhaus                                                                                          | Am Berg 9 (Karte)              | 19. Jahrhundert                                                                   | Sozial- und baugeschichtlich von Bedeutung, Fachwerkbau. Mit Fachwerk-Obergeschoss, weiter Dachüberstand. | 08971894 |
| Weitere Bilder                          | Kirche mit Ausstattung, Kirchhof mit Grabmalen und Denkmal für die Gefallenen des Ersten Weltkrieges | An der Kirche (Karte)          | Bezeichnet mit 1825 (Kirche, Kanzelaltar, Taufe und Kirchenfenster); 1831 (Orgel) | Baugeschichtlich, ortsgeschichtlich und ortsbildprägend von Bedeutung, klassizistische Saalkirche. Schlichter klassizistischer Kirchenbau mit Ausstattung, Kirchhof mit Grabmal Mitte 19. Jahrhundert, Gefallenendenkmal Erster Weltkrieg, Grabmal Georgi von 1914. | 08971892 |
| Direkt Bild zu diesem Denkmal hochladen | Pfarrhaus                                                                                            | An der Kirche 6 (Karte)        | 1862                                                                              | Bau- und ortsgeschichtlich von Bedeutung, in Ensemblewirkung mit Kirche | 08971893 |
| Weitere Bilder                          | Gedenkstätte für die Opfer des Faschismus                                                            | Beuchaer Weg (Karte)           | Nach 1945                                                                         | Geschichtliche Bedeutung, Friedhof für Häftlinge des Arbeitslagers Flößberg (Außenlager des KZ Buchenwald), die Häftlinge und Verstorbenen waren vorwiegend polnische und ungarische Juden sowie jüdische und politische Häftlinge aus 14 europäischen Nationen. Friedhof für Häftlinge des Arbeitslagers Flößberg (Außenlager des KZ Buchenwald für die HASAG Leipzig), angelegt um 1950, auf dem Gelände schlichter Findling mit der Inschrift „VVN / DIE TOTEN / MAHNEN“, Eisentor, kleine Anlage mit Koniferen, mitten im Wald, das Arbeitslager Flößberg existierte von November 1944 bis April 1945, es war ein sogenanntes Judenkommando, das heißt, es herrschten hier besonders harte Bedingungen, unter den mindestens 1902 Häftlingen gab es mindestens 180 Todesfälle, die Häftlinge waren vorwiegend polnische und ungarische Juden sowie jüdische und politische Häftlinge aus 14 europäischen Nationen. Der Friedhof ist ein historisches Zeugnis für die Gewaltherrschaft und Verfolgung von Juden und politischen Gegnern im Nationalsozialismus. Damit hat er einen hohen Dokumentations- und Erinnerungswert. | 08971901 |
| Direkt Bild zu diesem Denkmal hochladen | Wohnhaus der Mühle                                                                                   | Mühlenweg 5 (Karte)            | 19. Jahrhundert                                                                   | Bau- und ortsgeschichtlich von Bedeutung, Fachwerkbau, Wohnhaus einer ehemaligen Wassermühle. Mit Fachwerk-Obergeschoss, Krüppelwalmdach, Tür mit Porphyrtuffgewänden, | 08971898 |
|                                         | Ehemaliges Schloss, später Schule, sowie Schlosspark                                                 | Schulweg 1 (Karte)             | 1676, im Kern wohl älter                                                          | Bau-, orts- und kunstgeschichtlich von Bedeutung, stattlicher Bau mit schönem Sitznischenportal der Renaissancezeit, 1908 Umbau im Heimatstil. Zweiflügelbau mit Treppenturm, vier Geschosse, mit Zierfachwerk im dritten Obergeschoss, Treppenturm zwischen den Flügeln, darin Sitznischenportal mit Rosetten mit Beschlagwerk, darüber Wappen (von Schwert durchbohrter Wolf bezeichnet mit 1676). Westflügel mit profilierten Fenstergewänden. Rückseitiges Portal aus dem Umbau von 1908. Kleiner englischer Park in Hanglage, mit altem Baumbestand. | 08971899 |
|                                         | Wohnhaus                                                                                             | Straße des Friedens 5 (Karte)  | 1. Hälfte 19. Jahrhundert                                                         | Baugeschichtlich von Bedeutung, Fachwerkbau in ortsbildprägender Lage am Hang mit Fachwerk-Obergeschoss | 08971900 |
|                                         | Gasthof mit Saalanbau                                                                                | Straße des Friedens 30 (Karte) | 19. Jahrhundert                                                                   | Zeittypischer Putzbau, alter Dorfgasthof, bau- und ortsgeschichtlich von Bedeutung. Giebelständiger, vermutlich älterer Bau, Traufseite Fachwerk und traufständiger, sechsachsiger Saalanbau mit rundbogigen Fenstern, um 1900 mit Segmentbögen und Faschen vereinheitlicht. | 08971888 |
|                                         | Seitengebäude eines Bauernhofes                                                                      | Straße des Friedens 34 (Karte) | Anfang 19. Jahrhundert                                                            | Baugeschichtlich von Bedeutung, straßenbildprägender Fachwerkbau. Giebelständig mit Fachwerk-Obergeschoss, Krüppelwalmdach, zum Teil noch Porphyrtuffgewände. | 08971889 |
|                                         | Wohnhaus                                                                                             | Straße des Friedens 36 (Karte) | Anfang 19. Jahrhundert                                                            | Baugeschichtlich von Bedeutung, straßenbildprägender Fachwerkbau. Mit Fachwerk-Obergeschoss, Erdgeschoss mit korbbogigen Porphyrtuffgewänden, neuerer Anbau. | 08971890 |
| Direkt Bild zu diesem Denkmal hochladen | Häuslerhaus                                                                                          | Straße des Friedens 53 (Karte) | Um 1820                                                                           | Sozial- und baugeschichtlich von Bedeutung, Fachwerkbau. Mit Fachwerk-Obergeschoss, Giebel verbrettert, Fachwerk-Anbau. | 08971891 |

## Tabellenlegende
- Bild: Bild des Kulturdenkmals, ggf. zusätzlich mit einem Link zu weiteren Fotos des Kulturdenkmals im Medienarchiv Wikimedia Commons. Wenn man auf das Kamerasymbol klickt, können Fotos zu Kulturdenkmalen aus dieser Liste hochgeladen werden:
- Bezeichnung: Denkmalgeschützte Objekte und ggf. Bauwerksname des Kulturdenkmals
- Lage: Straßenname und Hausnummer oder Flurstücknummer des Kulturdenkmals. Die Grundsortierung der Liste erfolgt nach dieser Adresse. Der Link (Karte) führt zu verschiedenen Kartendiensten mit der Position des Kulturdenkmals. Fehlt dieser Link, wurden die Koordinaten noch nicht eingetragen. Sind diese bekannt, können sie über ein Tool mit einer Kartenansicht einfach nachgetragen werden. In dieser Kartenansicht sind Kulturdenkmale ohne Koordinaten mit einem roten bzw. orangen Marker dargestellt und können durch Verschieben auf die richtige Position in der Karte mit Koordinaten versehen werden. Kulturdenkmale ohne Bild sind an einem blauen bzw. roten Marker erkennbar.
- Datierung: Baubeginn, Fertigstellung, Datum der Erstnennung oder grobe zeitliche Einordnung entsprechend des Eintrags in der sächsischen Denkmaldatenbank
- Beschreibung: Kurzcharakteristik des Kulturdenkmals entsprechend des Eintrags in der sächsischen Denkmaldatenbank, ggf. ergänzt durch die dort nur selten veröffentlichten Erfassungstexte oder zusätzliche Informationen
- ID: Vom Landesamt für Denkmalpflege Sachsen vergebene, das Kulturdenkmal eindeutig identifizierende Objekt-Nummer. Der Link führt zum PDF-Denkmaldokument des Landesamtes für Denkmalpflege Sachsen. Bei ehemaligen Kulturdenkmalen können die Objektnummern unbekannt sein und deshalb fehlen bzw. die Links von aus der Datenbank entfernten Objektnummern ins Leere führen. Ein ggf. vorhandenes Icon  führt zu den Angaben des Kulturdenkmals bei Wikidata.